# A Lucky Dog's Day
A Lucky Dog's Day  è un cortometraggio muto del 1919 scritto, sceneggiato e diretto da William H. Watson. Il cane protagonista della storia è Brownie the Dog, una delle prime star canine del cinema.

## Produzione
Il film fu prodotto dalla Century Film.

## Distribuzione
Distribuito dall'Universal Film Manufacturing Company, il film - un cortometraggio in una bobina - uscì nelle sale cinematografiche USA l'8 dicembre 1919.